# 매출원가
매출원가(賣出原價, 영어: cost of goods sold, COGS)는 기업이 상품을 제조하는 데 들인 원가이다.
세무회계상 매출액에서 매출원가를 공재한다는 기업회계의 사고(思考)를 그대로 인용하고 있다. 즉 상품 또는 제품의 판매에 따른 손익의 계산은 판매금액을 익금으로 하고, 판매한 상품·제품에 대한 원재료 등의 매입원가와 그 획득에 소요된 부대비용을 손금으로 계산한다.
이러한 매출원가는 상품이 판매될 때, 즉 판매익금의 확정과 동시에 손금으로 계상할 수 있으나, 매출원가를 기업이 판매하는 데 들인 비용들의 개별적인 합으로 구하기가 어렵기 때문에 보통은 그때그때 이를 손금으로 계상하지 않고, 다음의 산식을 거쳐 손금으로 처리한다.
매출원가 = 기초상품재고액 + 당기상품매입액 - 기말상품재고액
- T-계정으로 나타내면 다음과 같다.

| 차변           | 대변           |
| -------------- | -------------- |
| 기초상품재고액 | 매출원가       |
| 당기상품매입액 | 기말상품재고액 |

## 같이 보기
- 취득원가